# ناحیه گارفیلد، شهرستان گراندی، ایلینوی
ناحیه گارفیلد (به انگلیسی: Garfield Township) یک منطقهٔ مسکونی در ایالات متحده آمریکا است که در شهرستان گراندی، ایلینوی واقع شده‌است. ناحیه گارفیلد ۱۸۱ متر بالاتر از سطح دریا واقع شده‌است.